# Kerkje van Hees
Het Kerkje van Hees of Heeskapel is een gemeentelijk monument aan de Insingerstraat 53 in Soest in de provincie Utrecht. De naam is ontleend aan de vroegere nederzetting Hees.
De zaalkerk uit 1938 werd gebouwd in opdracht van de kerkvoogdij van de Nederlands-hervormde gemeente. De architect was P. Beekman uit Soestdijk. Het stuk grond werd geschonken door grootgrondbezitter E.H.D. Insinger uit Baarn. De eerste steen werd gelegd door diens zoon O.D.O. Insinger. In 1969 werd de kerk gesloten door de NH Kerk. De kapel werd toen overgenomen door de Evangelische Stichting In de Ruimte. In 1998 ging deze stichting failliet. Bepaling bij de verkoop was dat de naam Heeskapel niet gebruikt mocht worden. Vanaf 2005 maakt een afgescheiden groep van de Ichtusgemeente (die wel meeging met de PKN) in Soest gebruik van de Heeskapel.
Nadat de kapel een tijdlang als kinderdagverblijf werd gebruikt, werd de kapel in 2005 verkocht en vervolgens verbouwd tot woonhuis annex kantoor.
De nok van het gebouw staat haaks op de Insingerstraat.